# Martín Rodríguez Sol
Martín Rodríguez Sol (Palma de Mallorca, 1956) es un jurista y fiscal español. Ejerció de fiscal superior de Cataluña y en 2012 abrió diligencias contra el diario El Mundo por una información sobre supuestas cuentas suizas del expresident Artur Mas. Tras una polémica sobre la consulta independentista en Cataluña y después de que el fiscal general del Estado le abriera un expediente de remoción, dimitió en marzo del 2013.

## Biografía
Martín Rodríguez Sol se licenció en Derecho por la Universidad de Barcelona en 1980. Ese año tomó posesión de su primer destino como fiscal en Guipúzcoa, donde participó en juicios penales. Posteriormente, en 1982, se incorporó a la Fiscalía de la Audiencia Territorial de Barcelona, donde durante doce años trabajó en los juzgados de Instrucción de Arenys de Mar, Hospitalet de Llobregat y Barcelona, llegando a participar en dos causas destacables: el conocido como Fraude de la Seguridad Social, con 100 acusados que se saldó con 97 condenas, y el Fraude de la Aduana, una estafa de más de 12 millones de euros.
En sesión plenaria del Consejo Fiscal, Martín Rodríguez Sol fue nombrado, en julio de 2012, Fiscal Superior de Cataluña. En el discurso de investidura, Rodríguez Sol señaló como prioritario recortar los tiempos, refiriéndose a los procesos judiciales. Por otro lado, el fiscal general del Estado, Eduardo Torres-Dulce, destacaba su perfil moderado y competente. Rodríguez Sol había presidido, entre los años 2000 y 2004, la conservadora Asociación de fiscales.
El mes de noviembre del 2012, Rodríguez Sol abrió diligencias contra el diario El Mundo por su información sobre supuestas cuentas bancarias en Suiza del Presidente de la Generalidad de Cataluña Artur Mas. Este hecho fue recriminado por Torres-Dulce.

## Polémicas
En una entrevista concedida a Europa Press, Rodríguez Sol dijo que veía legítimo que Cataluña aspirara a consultar a los ciudadanos sobre su futuro político, pero avisando que actualmente no existía un marco legal que permitiera un referéndum sobre la independencia, de forma que él era partidario de buscar una alternativa con preguntas que respetaran la legalidad. El Fiscal Superior de Cataluña, en esta misma entrevista, manifestaba que, ante el previsible “no” de Madrid a permitir un referéndum, se podía utilizar la Ley de Consultas con preguntas en otros sentidos.
Ante esta entrevista, el diario El Mundo publicó un editorial donde se pedía el cese inmediato de Rodríguez Sol como Fiscal Superior de Cataluña. Casi paralelamente, el Fiscal Superior del Estado, Torres-Dulce, abrió un expediente de remoción destinado a estudiar la posibilidad de cese. Según él, un Fiscal Superior no podía opinar de un tema del cual después podía tener que investigar. Martín Rodríguez Sol salió al paso de los ataques explicando en un comunicado que no era partidario de la independencia de Cataluña. Aun así, puso su cargo a disposición de Torres-Dulce, que aceptó su dimisión. Algunos fiscales y juristas apoyaron al Fiscal Superior de Cataluña, exponiendo que la libertad de expresión no tiene que ser incompatible con la neutralidad.

## Reconocimientos
En septiembre de 2013, la Generalidad de Cataluña le concedió el premio Justicia de Cataluña en reconocimiento a "su trayectoria profesional al servicio de la justicia, ligada siempre a Cataluña (...) su implicación en la mejora de la Administración de Justicia y la defensa de la especialización de los fiscales; como también la dignidad y profesionalidad con las cuales ejerció su cargo al frente de la Fiscalía Superior de Cataluña y la sensibilidad mostrada hacia la realidad catalana".

## Política
De cara las elecciones al Parlamento de Cataluña de 2015, se presentó en la candidatura de Unión Democrática de Cataluña (UDC) como número dos de la circunscripción de Barcelona, pero el partido no obtuvo ningún escaño.